# Jeffrey Frisch
Jeffrey Frisch (Bressanone, 1º giugno 1984) è un ex sciatore alpino italiano naturalizzato canadese.
Nato in Italia da padre italiano di Campo Tures e madre canadese, fino al 2004 ha gareggiato per la nazionale italiana, che abbandonò a causa di un infortunio; al rientro passò a quella canadese.

## Biografia
Jeffrey Frisch ha disputato la sua prima gara FIS a San Vigilio di Marebbe in Italia nel 1999. Negli anni seguenti ha preso parte a diverse edizioni dei Campionati italiani juniores, ottenendo come miglior risultato l'8º posto in discesa libera nel 2001; ai Campionati assoluti vanta al massimo il 38º posto in discesa libera nel 2003. Il 9 gennaio 2002 ha esordito anche in Coppa Europa.
Nel 2004 ha iniziato a gareggiare per i colori canadesi e ha acquisito la nazionalità nel 2005. Il 14 febbraio 2006 si è aggiudicato il suo primo successo in Nor-Am Cup, vincendo la discesa libera di Big Mountain negli Stati Uniti. Nella stessa stagione, a Whistler, si è laureato campione nazionale canadese di discesa libera, titolo che ha conquistato anche nel 2009; nel 2007, nel 2011 e nel 2013 ha ottenuto anche il titolo di supergigante.
Ha esordito in Coppa del Mondo a Beaver Creek concludendo 52º in discesa libera. Il 10 marzo 2007 a Lillehammer Kvitfjell in Norvegia è entrato per la prima volta nei primi quindici, chiudendo 12º in discesa libera. Si è ritirato al termine della stagione 2016-2017; la sua ultima gara in Coppa del Mondo è stata il supergigante di Lillehammer Kvitfjell del 26 febbraio, che non ha concluso, e la sua ultima gara in carriera un supergigante FIS disputato ad Aspen il 6 aprile, chiuso da Frisch al 10º posto. In carriera non ha preso parte né a rassegne olimpiche né iridate.

## Palmarès

### Coppa del Mondo
- Miglior piazzamento in classifica generale: 111º nel 2007 e nel 2014

### Coppa Europa
- Miglior piazzamento in classifica generale: 45º nel 2013
- 1 podio:
  - 1 terzo posto

### Nor-Am Cup
- Miglior piazzamento in classifica generale: 2º nel 2009
- Vincitore della classifica di discesa libera nel 2006 e nel 2016
- Vincitore della classifica di supergigante nel 2015
- 30 podi (10 in discesa libera, 13 in supergigante, 3 in slalom gigante e 2 in supercombinata):
  - 12 vittorie
  - 8 secondi posti
  - 10 terzi posti

#### Nor-Am Cup - vittorie
| Data             | Località         | Paese       | Specialità |
| ---------------- | ---------------- | ----------- | ---------- |
| 14 febbraio 2006 | Big Mountain     | Stati Uniti | DH         |
| 6 febbraio 2007  | Apex             | Canada      | SG         |
| 13 febbraio 2007 | Big Mountain     | Stati Uniti | DH         |
| 17 dicembre 2008 | Panorama         | Canada      | GS         |
| 18 dicembre 2008 | Panorama         | Canada      | GS         |
| 10 febbraio 2012 | Aspen            | Stati Uniti | SG         |
| 10 febbraio 2013 | Apex             | Canada      | DH         |
| 11 febbraio 2014 | Mont-Sainte-Anne | Canada      | DH         |
| 12 febbraio 2014 | Mont-Sainte-Anne | Canada      | DH         |
| 13 febbraio 2014 | Mont-Sainte-Anne | Canada      | SG         |
| 13 dicembre 2014 | Panorama         | Canada      | SG         |
| 10 dicembre 2015 | Lake Louise      | Canada      | DH         |

Legenda:

DH = discesa libera

SG = supergigante

GS = slalom gigante

### Campionati canadesi
- 9 medaglie[2]:
  - 5 ori (discesa libera nel 2006; supergigante nel 2007; discesa libera nel 2009; supergigante nel 2011; supergigante nel 2013)
  - 2 argenti (supergigante nel 2006; discesa libera nel 2013)
  - 2 bronzi (supergigante nel 2009; slalom gigante nel 2011)